# Tanja Frieden
Tanja Frieden (Bern, 6 februari 1976) is een voormalige Zwitserse snowboardster. Ze vertegenwoordigde haar vaderland op de Olympische Winterspelen 2006 in Turijn.

## Carrière
Frieden maakte haar wereldbekerdebuut in november 1997 op het onderdeel reuzenslalom. Vier jaar later keerde ze terug in de wereldbeker op het onderdeel snowboardcross, bij haar eerste wedstrijd op dit onderdeel haalde ze direct het podium. Op de FIS wereldkampioenschappen snowboarden 2003 in Kreischberg eindigde Frieden als vijfde op de snowboardcross. Op 11 maart 2005 boekte de Zwitserse in de Spaanse Sierra Nevada haar eerste wereldbekerzege. Tijdens de Olympische Winterspelen van 2006 in Turijn veroverde Frieden de gouden medaille op het onderdeel snowboardcross, doordat het onderdeel niet eerder op het programma stond werd ze de eerste olympisch kampioene snowboardcross.
In Arosa nam ze deel aan de FIS wereldkampioenschappen snowboarden 2007, op dit toernooi eindigde ze als zevende op de snowboardcross. Het seizoen 2006/2007 was het beste seizoen van de Zwitserse, in het wereldbekerklassement snowboardcross eindigde ze op de tweede plaats. Door een val in de kwalificatieronde van de wereldbekerwedstrijd in Stoneham op 21 januari 2010 liep Frieden een schouderblessure en een achillespeesblessure aan beide benen op. Ze kon daardoor haar olympische titel niet verdedigen. Op 26 januari 2010 maakte ze bekend te stoppen met de wedstrijdsport.

## Resultaten

### Olympische Spelen
| Jaar | Plaats | Resultaten     |
| ---- | ------ | -------------- |
| 2006 | Turijn | Snowboardcross |

### Wereldkampioenschappen
| Jaar | Plaats      | Resultaten        |
| ---- | ----------- | ----------------- |
| 2003 | Kreischberg | 5e Snowboardcross |
| 2007 | Arosa       | 7e Snowboardcross |

### Wereldbeker
Eindklasseringen
| Seizoen   | Algm | SBX    |
| --------- | ---- | ------ |
| 2001/2002 | -    | 17e    |
| 2002/2003 | -    | 10e    |
| 2003/2004 | -    | 14e    |
| 2004/2005 | -    | 7e     |
| 2005/2006 | 18e  | 9e     |
| 2006/2007 | 23e  | Zilver |
| 2007/2008 | 41e  | 14e    |
| 2008/2009 | 64e  | 17e    |
| 2009/2010 | 42e  | 12e    |

Wereldbekerzeges
| Datum         | Plaats        | Onderdeel      |
| ------------- | ------------- | -------------- |
| 11 maart 2005 | Sierra Nevada | Snowboardcroos |